# Lijst van voetbalinterlands Canada - Honduras
Deze lijst van voetbalinterlands is een overzicht van alle officiële voetbalwedstrijden tussen de nationale teams van Canada en Honduras. De landen speelden tot op heden 28 keer tegen elkaar, te beginnen met een vriendschappelijke wedstrijd in Tegucigalpa op 9 november 1980. Het laatste duel, een groepswedstrijd tijdens de CONCACAF Gold Cup 2025, vond plaats op 17 juni 2025 in Vancouver.

## Wedstrijden
| №  | Plaats         | Datum             | Competitie                      | Wedstrijd         | Uitslag |
| -- | -------------- | ----------------- | ------------------------------- | ----------------- | ------- |
| 1  | Tegucigalpa    | 9 november 1980   | Vriendschappelijk               | Honduras – Canada | 2 – 0   |
| 2  | Tegucigalpa    | 12 november 1981  | WK 1982 kwalificatie            | Honduras – Canada | 2 – 1   |
| 3  | San Pedro Sula | 11 december 1983  | Vriendschappelijk               | Honduras – Canada | 3 – 1   |
| 4  | Tegucigalpa    | 14 december 1983  | Vriendschappelijk               | Honduras – Canada | 1 – 0   |
| 5  | Tegucigalpa    | 25 augustus 1985  | WK 1986 kwalificatie            | Honduras – Canada | 0 – 1   |
| 6  | Saint John's   | 14 september 1985 | WK 1986 kwalificatie            | Canada – Honduras | 2 – 1   |
| 7  | Los Angeles    | 28 juni 1991      | CONCACAF Gold Cup 1991          | Canada – Honduras | 2 – 4   |
| 8  | Tegucigalpa    | 4 april 1993      | WK 1994 kwalificatie            | Honduras – Canada | 2 – 2   |
| 9  | Burnaby        | 18 april 1993     | WK 1994 kwalificatie            | Canada – Honduras | 3 – 1   |
| 10 | Anaheim        | 10 januari 1996   | CONCACAF Gold Cup 1996          | Canada – Honduras | 3 – 1   |
| 11 | Winnipeg       | 30 mei 2000       | Vriendschappelijk               | Canada – Honduras | 2 – 1   |
| 12 | Edmonton       | 4 september 2004  | WK 2006 kwalificatie            | Canada – Honduras | 1 – 1   |
| 13 | San Pedro Sula | 9 oktober 2004    | WK 2006 kwalificatie            | Honduras – Canada | 1 – 1   |
| 14 | Burnaby        | 2 juli 2005       | Vriendschappelijk               | Canada – Honduras | 1 – 2   |
| 15 | Montreal       | 6 september 2008  | WK 2010 kwalificatie            | Canada – Honduras | 1 – 2   |
| 16 | San Pedro Sula | 11 oktober 2008   | WK 2010 kwalificatie            | Honduras – Canada | 3 – 1   |
| 17 | Philadelphia   | 18 juli 2009      | CONCACAF Gold Cup 2009          | Canada – Honduras | 0 – 1   |
| 18 | Montreal       | 7 september 2010  | Vriendschappelijk               | Canada – Honduras | 2 – 1   |
| 19 | Toronto        | 12 juni 2012      | WK 2014 kwalificatie            | Canada – Honduras | 0 – 0   |
| 20 | San Pedro Sula | 16 oktober 2012   | WK 2014 kwalificatie            | Honduras − Canada | 8 − 1   |
| 21 | Vancouver      | 13 november 2015  | WK 2018 kwalificatie            | Canada − Honduras | 1 − 0   |
| 22 | San Pedro Sula | 2 september 2016  | WK 2018 kwalificatie            | Honduras − Canada | 2 − 1   |
| 23 | Frisco         | 15 juli 2017      | CONCACAF Gold Cup 2017          | Canada − Honduras | 0 − 0   |
| 24 | Toronto        | 2 september 2021  | WK 2022 kwalificatie            | Canada − Honduras | 1 − 1   |
| 25 | San Pedro Sula | 27 januari 2022   | WK 2022 kwalificatie            | Honduras – Canada | 0 – 2   |
| 26 | San Pedro Sula | 14 juni 2022      | CONCACAF Nations League 2022/23 | Honduras − Canada | 2 − 1   |
| 27 | Toronto        | 28 maart 2023     | CONCACAF Nations League 2022/23 | Canada − Honduras | 4 − 1   |
| 28 | Vancouver      | 17 juni 2025      | CONCACAF Gold Cup 2025          | Canada − Honduras | 6 – 0   |

## Samenvatting
| Competitie              | Totaal gespeeld | Winst Canada | Gelijk | Winst Honduras | Doelsaldo Canada – Honduras |
| ----------------------- | --------------- | ------------ | ------ | -------------- | --------------------------- |
| WK-kwalificatie         | 15              | 5            | 5      | 5              | 19 − 24                     |
| CONCACAF Gold Cup       | 5               | 2            | 1      | 2              | 11 − 6                      |
| CONCACAF Nations League | 2               | 1            | 0      | 1              | 5 − 3                       |
| Vriendschappelijk       | 6               | 2            | 0      | 4              | 6 − 10                      |
| Totaal                  | 28              | 10           | 6      | 12             | 41 − 43                     |

Wedstrijden bepaald door strafschoppen worden, in lijn met de FIFA, als een gelijkspel gerekend.

## Details

### Zevende ontmoeting
| CONCACAF Gold Cup 1991 (Los Angeles, Verenigde Staten, 28 juni 1991): |       |                                                                                      |
| Canada                                                                | 2 – 4 | Honduras                                                                             |
| Dale Mitchell 66' Dale Mitchell 72'                                   | goals | 28' (pen.) Eduardo Bennett 35' Juan Espinoza 44' Luis Cálix 51' Eugenio Dolmo Flores |

### Achtste ontmoeting
| WK 1994 kwalificatie (Tegucigalpa, Honduras, 4 april 1993): |       |                                   |
| Honduras                                                    | 2 – 2 | Canada                            |
| Rodolfo Richardson 41' (pen.) César Obando 89' (pen.)       | goals | 34' John Catliff 68' Alex Bunbury |

### Negende ontmoeting
| WK 1994 kwalificatie (Burnaby, Canada, 18 april 1993):       |       |                 |
| Canada                                                       | 3 – 1 | Honduras        |
| Dominic Mobilio 50' John Catliff 61' (pen.) John Catliff 71' | goals | 17' Alex Pineda |

### Tiende ontmoeting
| CONCACAF Gold Cup 1996 (Anaheim, Verenigde Staten, 10 januari 1996): |       |                    |
| Canada                                                               | 3 – 1 | Honduras           |
| Carlo Corazzin 9' Kevin Holness 27' Kevin Holness 63'                | goals | 40' Presley Carson |

### Elfde ontmoeting
| Vriendschappelijk (Winnipeg, Canada, 30 mei 2000): |       |                   |
| Canada                                             | 2 – 1 | Honduras          |
| Paul Peschisolido 27' Kevin McKenna 81'            | goals | 47' Orbin Cabrera |

### Achttiende ontmoeting
| Vriendschappelijk (Montreal, Canada, 7 september 2010 ): |       |                   |
| Canada                                                   | 2 – 1 | Honduras          |
| Josh Simpson 29' Kevin McKenna 42'                       | goals | 36' Erick Norales |

### Negentiende ontmoeting
| WK 2014 kwalificatie (Toronto, Canada, 12 juni 2012): |       |          |
| Canada                                                | 0 – 0 | Honduras |
|                                                       | goals |          |

### Twintigste ontmoeting
| WK 2014 kwalificatie (San Pedro Sula, Honduras, 16 oktober 2012):                                                                                   |       |               |
| Honduras | 8 – 1 | Canada        |
| Jerry Bengtson 7' Jerry Bengtson 16' Carlos Costly 28' Mario Martínez 32' Carlos Costly 48' Mario Martínez 59' Jerry Bengtson 82' Carlos Costly 88' | goals | 76' Iain Hume |

Canadese voetbalbond · A-internationals · Bondscoaches · Selecties · Statistieken · Canadees vrouwenelftal · Canada U21 · Canada U20 · Canada U19 · Canada U18 · Canada U17
1885 – 1949 ·
1950 – 1969 ·
1970 – 1979 ·
1980 – 1989 ·
1990 – 1999 ·
2000 – 2009 ·
2010 – 2019 ·
2020 − 2029
WK 1986
OS 1904 · 
OS 1976 · 
OS 1984
1885 · 
1886 · 
1887 · 
1888 · 
1889–1903 · 
1904 · 
1905–1923 · 
1924 · 
1925 · 
1926 · 
1927 · 
1928–1936 · 
1937 · 
1938–1956 · 
1957 · 
1958–1967 · 
1968 · 
1969–1971 · 
1972 · 
1973 · 
1974 · 
1975 · 
1976 · 
1977 · 
1978–1979 · 
1980 · 
1981 · 
1982 · 
1983 · 
1984 · 
1985 · 
1986 · 
1987 · 
1988 · 
1989 · 
1990 · 
1991 · 
1992 · 
1993 · 
1994 · 
1995 · 
1996 · 
1997 · 
1998 · 
1999 · 
2000 · 
2001 · 
2002 · 
2003 · 
2004 · 
2005 · 
2006 · 
2007 · 
2008 · 
2009 · 
2010 · 
2011 · 
2012 · 
2013 ·
2014 ·
2015 ·
2016 ·
2017 ·
2018 ·
2019 ·
2020 ·
2021 ·
2022 ·
2023 ·
2024 ·
2025
Amerikaanse Maagdeneilanden ·
Argentinië ·
Armenië ·
Aruba ·
Australië ·
Azerbeidzjan ·
Bahrein ·
Barbados ·
België ·
Belize ·
Bermuda ·
Brazilië ·
Bulgarije · 
Chili ·
China ·
Colombia ·
Congo-Brazzaville ·
Costa Rica ·
Cuba ·
Curaçao ·
Cyprus ·
DDR ·
Denemarken ·
Dominica ·
Duitsland ·
Ecuador ·
Egypte ·
El Salvador ·
Engeland ·
Estland ·
Faeröer · 
Finland ·
Frankrijk ·
Ghana ·
Griekenland ·
Guatemala ·
Haïti ·
Honduras ·
Hongarije ·
Hongkong ·
Ierland ·
IJsland ·
Indonesië ·
Iran ·
Italië ·
Ivoorkust ·
Jamaica ·
Japan ·
Joegoslavië ·
Kaaimaneilanden ·
Kameroen ·
Kroatië ·
Libië ·
Luxemburg ·
Maleisië ·
Malta ·
Marokko ·
Mauritanië ·
Mexico ·
Moldavië ·
Nederland ·
Nieuw-Zeeland ·
Nigeria ·
Noord-Ierland ·
Noord-Korea ·
Noord-Macedonië ·
Oekraïne ·
Oezbekistan ·
Oostenrijk ·
Panama ·
Paraguay ·
Peru ·
Polen ·
Portugal ·
Puerto Rico ·
Qatar ·
Saint Kitts en Nevis ·
Saint Lucia ·
Saint Vincent en de Grenadines ·
San Marino ·
Saoedi-Arabië ·
Schotland ·
Singapore ·
Slovenië ·
Sovjet-Unie ·
Spanje ·
Suriname ·
Trinidad en Tobago ·
Tsjechië ·
Tunesië ·
Turkije ·
Uruguay ·
Venezuela ·
Verenigde Staten ·
Wales ·
Wit-Rusland ·
Zuid-Afrika ·
Zuid-Korea ·
Zwitserland
België (2022)
Hondurese voetbalbond · A-internationals · Selecties · Bondscoaches · Hondurees vrouwenelftal · Olympisch elftal · Honduras U21 · Honduras U19 · Honduras U17
1920 – 1959 ·
1960 – 1969 ·
1970 – 1979 ·
1980 – 1989 ·
1990 – 1999 ·
2000 – 2009 ·
2010 – 2019 ·
2020 − 2029
CGC 2021
CA 2001
WK 1982 · 
WK 2010 · 
WK 2014
OS 2000 · 
OS 2008 · 
OS 2012 ·
OS 2016 ·
OS 2020
1921 · 
1922–1929 · 
1930 · 
1931–1934 · 
1935 · 
1936–1945 · 
1946 · 
1947–1949 · 
1950 · 
1951–1952 · 
1953 · 
1954 · 
1955 · 
1956 · 
1957 · 
1958–1959 · 
1960 · 
1961 · 
1962 · 
1963 · 
1964 · 
1965 · 
1966 · 
1967 · 
1968 · 
1969 · 
1970 · 
1971 · 
1972 · 
1973 · 
1974 · 
1975 · 
1976 · 
1977 · 
1978 · 
1979 · 
1980 · 
1981 · 
1982 · 
1983 · 
1984 · 
1985 · 
1986 · 
1987 · 
1988 · 
1989–1990 · 
1991 · 
1992 · 
1993 · 
1994 · 
1995 · 
1996 · 
1997 · 
1998 · 
1999 · 
2000 · 
2001 · 
2002 · 
2003 · 
2004 · 
2005 · 
2006 · 
2007 · 
2008 · 
2009 · 
2010 · 
2011 · 
2012 · 
2013 · 
2014 · 
2015 · 
2016 ·
2017 ·
2018 ·
2019 ·
2020 ·
2021 ·
2022 ·
2023 ·
2024 ·
2025
Antigua en Barbuda ·
Argentinië ·
Australië ·
Azerbeidzjan ·
Belize ·
Bermuda ·
Bolivia ·
Brazilië ·
Canada ·
Chili ·
China ·
Colombia ·
Costa Rica ·
Cuba ·
Curaçao ·
Denemarken ·
Ecuador ·
El Salvador ·
Engeland ·
Finland ·
Frankrijk ·
Grenada ·
Griekenland ·
Guatemala ·
Haïti ·
IJsland ·
Israël ·
Jamaica ·
Japan ·
Joegoslavië ·
Kaaimaneilanden ·
Letland · 
Mexico ·
Nederlandse Antillen ·
Nicaragua ·
Nieuw-Zeeland ·
Noord-Ierland · 
Noorwegen ·
Panama ·
Paraguay ·
Peru ·
Puerto Rico ·
Qatar ·
Roemenië ·
Saint Vincent en de Grenadines ·
Saoedi-Arabië ·
Servië ·
Slovenië ·
Spanje ·
Suriname ·
Trinidad en Tobago ·
Turkije ·
Uruguay ·
Venezuela ·
Verenigde Arabische Emiraten ·
Verenigde Staten ·
Wit-Rusland ·
Zambia ·
Zuid-Afrika ·
Zuid-Korea ·
Zwitserland
Chili (2010) ·
Ecuador (2014) ·
Frankrijk (2014) ·
Spanje (2010) ·
Zwitserland (2010) · 
Zwitserland (2014)